# إيس دارلينغ
إيس دارلينغ (بالإنجليزية: Ace Darling)‏ هو مصارع محترف أمريكي، ولد في 27 يونيو 1975 في وايلدوود في الولايات المتحدة.

## وصلات خارجية
- إيس دارلينغ على موقع WrestlingData.com (الإنجليزية)
- إيس دارلينغ على موقع CageMatch worker (الإنجليزية)
- إيس دارلينغ على موقع قاعدة بيانات المصارعة على الإنترنت (الإنجليزية)
- إيس دارلينغ على موقع قاعدة بيانات المصارعة على الإنترنت (الإنجليزية)
- إيس دارلينغ على موقع عالم المصارعة على الإنترنت (الإنجليزية)
- إيس دارلينغ على موقع عالم المصارعة على الإنترنت (الإنجليزية)